# Valor mobiliário
Valor mobiliário ou título financeiro é um título de propriedade (ação) ou de crédito (obrigação), emitido por um ente público (governo) ou privado (sociedade anônima ou instituição financeira), com características e direitos padronizados (cada título de uma dada emissão tendo o mesmo valor nominal ou a mesma cotação em bolsa, mesmos direitos a dividendos, etc.)

## Tipos de títulos
O art. 2o da Lei nº 6.385, de 07.12.76, com alterações feitas pela Lei nº 10.303, de 31.10.01, define como valores mobiliários:
- Cupom cambial: modalidade de títulos cuja remuneração corresponde a variação cambial acrescida de uma taxa[1]
- as ações, debêntures e bônus de subscrição;
- os cupons, direitos, recibos de subscrição e certificados de desdobramento relativos aos valores mobiliários;
- os certificados de depósito de valores mobiliários;
- as cédulas de debêntures;
- as cotas de fundos de investimento em valores mobiliários ou de clubes de investimento em quaisquer ativos;
- as notas comerciais;
- os contratos futuros, de opções e outros derivativos, cujos ativos subjacentes sejam valores mobiliários;
- outros contratos derivativos, independentemente dos ativos subjacentes

Além desses, a Lei nº 10.303 introduziu a seguinte importante definição:
"IX - quando ofertados publicamente, quaisquer outros títulos ou contratos de investimento coletivo, que gerem direito de participação, de parceria ou de remuneração, inclusive resultante de prestação de serviços, cujos rendimentos advêm do esforço do empreendedor ou de terceiros".
Estão expressamente excluídos do mercado de valores mobiliários os títulos da dívida pública federal, estadual ou municipal e os títulos cambiais de responsabilidade de instituição financeira, exceto as debêntures.